# 叉燒餐包
叉燒餐包是一種香港的特色麵包，是中式叉燒包和西式餐包的結合。叉燒餐包的包身類似西式餐包，採用烤箱烘烤的方式做成，不是中式叉燒包的蒸成，而餡料是中式叉燒包的叉燒，西式的做法還衍生出使用菠蘿包做麵包外皮的「叉燒菠蘿包」。

## 材料
叉燒餐包的餡料是使用切碎的叉燒、醬油、蠔油和洋蔥做成，這些餡料會被放入西式餐包的麵團內，然後放進烤箱烘焙。

## 類型
香港常見的叉燒餐包共有兩種，一種常見於麵包店，而另一種通常只會在茶樓供應。
在麵包店發售的叉燒餐包，包身大小如同一般香港常見的西式麵包，一個的分量已足夠作為簡單的早餐。叉燒餐包除了可作為早餐外，也有不少市民作為零食。
在粵式茶樓供應的叉燒餐包，包身明顯細小，通常只有一、兩口的分量，烘烤前還會在包身表面塗上蜜糖或糖漿，所以包身表面常有光澤。這種叉燒餐包通常在茶樓作為其中一種點心，由於包身細小，一碟便可放上三個，較小的分量也可讓食客能夠品嚐其他點心。

## 外部連結
港式叉燒餐包（页面存档备份，存于）
 维基共享资源上的相關多媒體資源：叉燒餐包